# Alto Caparaó
Pour les articles homonymes, voir Alto (toponyme).
Alto Caparaó est une municipalité brésilienne de l'État du Minas Gerais et de la microrégion de Manhuaçu.